# Zawór jednokierunkowy
Zawór jednokierunkowy – rodzaj zaworu, który odpowietrza skrzynię korbową. Budowa i działanie tego zaworu zapewnia dostosowanie przepływu gazów odpowietrzających skrzynię biegu do warunków obciążenia silnika. Przy dużych obciążeniach, gdy do skrzyni korbowej przedostaje się dużo gazów, zawór umożliwia przepływ gazów przez największą szczelinę. Jest to możliwe dzięki specjalnemu kształtowi tłoczka.